# Valle de Lerma
El valle de Lerma o valle de Salta se encuentra ubicado en el centro geográfico de la provincia de Salta en Argentina.

## Fisiografía

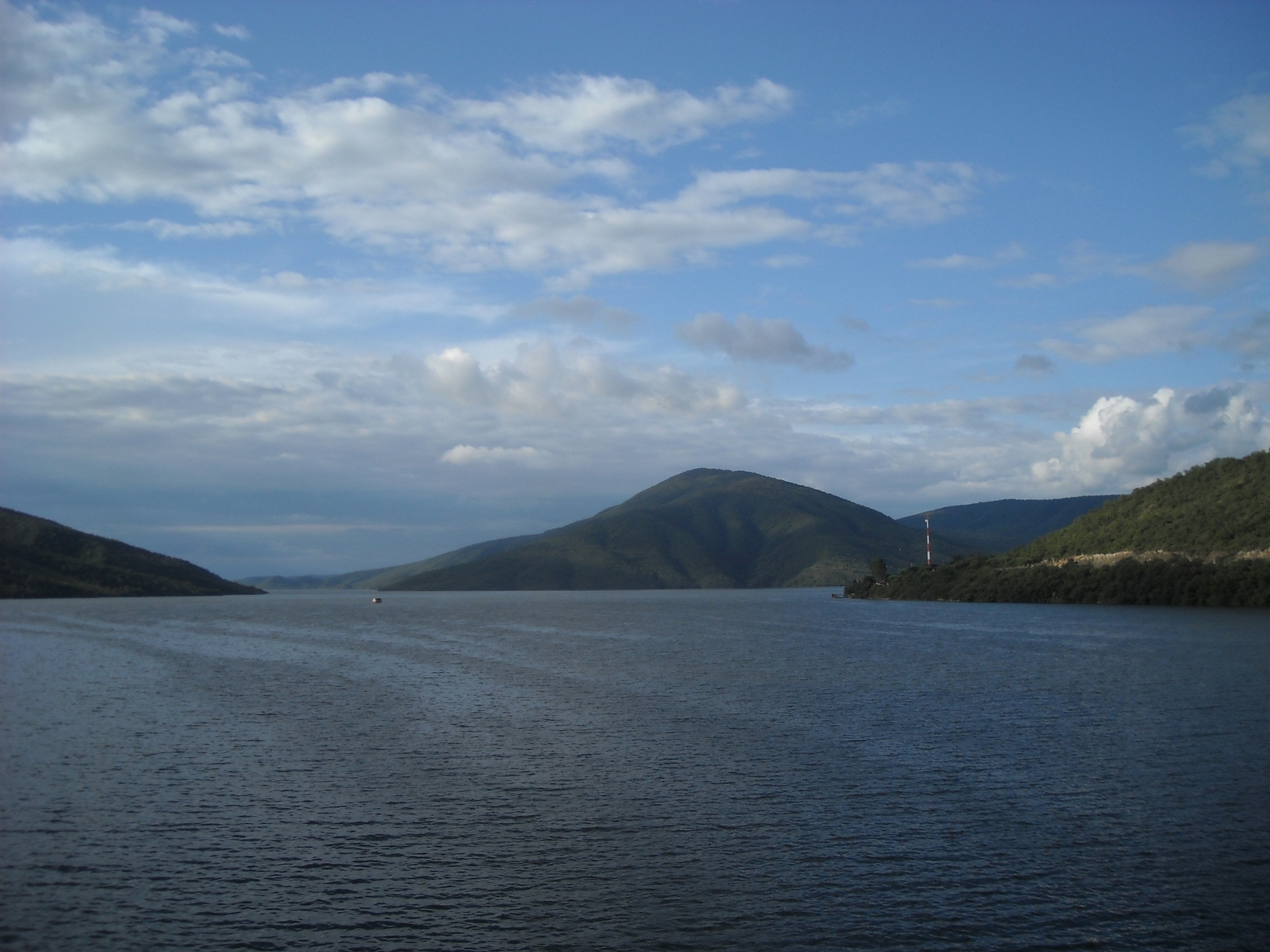
Embalse Cabra Corral.

El valle se encuentra a 1.600 km de distancia de la ciudad de Buenos Aires, en el noroeste de Argentina y a 1027 m s. n. m. Surcado por los ríos Arias, Arenales, Rosario, Chicoana y Guachipas, pertenece a la cuenca de la Plata, a la que aporta a través del río Salado (también llamado río Juramento).
De clima húmedo templado, el valle desciende de oeste a este hasta una altitud promedio de 1100 m s. n. m. Entre sus principales ríos pueden destacarse el Arenales y el Toro.
Hacia el lado sudoriental se ubica el Embalse de Cabra Corral y en el extremo norte el Gran Salta, conformado por localidades de Cerrillos, Villa San Lorenzo, la Ciudad de Salta entre otras. Pueden destacarse también, dentro del valle, otras localidades como Rosario de Lerma, Campo Quijano, El Carril, Chicoana, La Merced y Coronel Moldes. Hacia el norte, el Valle de Lerma se conecta con la Quebrada de Humahuaca (la misma perteneciente a la provincia de Jujuy), por el sudoeste con la majestuosa Quebrada del Toro (que desciende desde la Puna de Atacama) y por el sur con los Valles Calchaquíes a través de la Quebrada de las Conchas.

## Economía

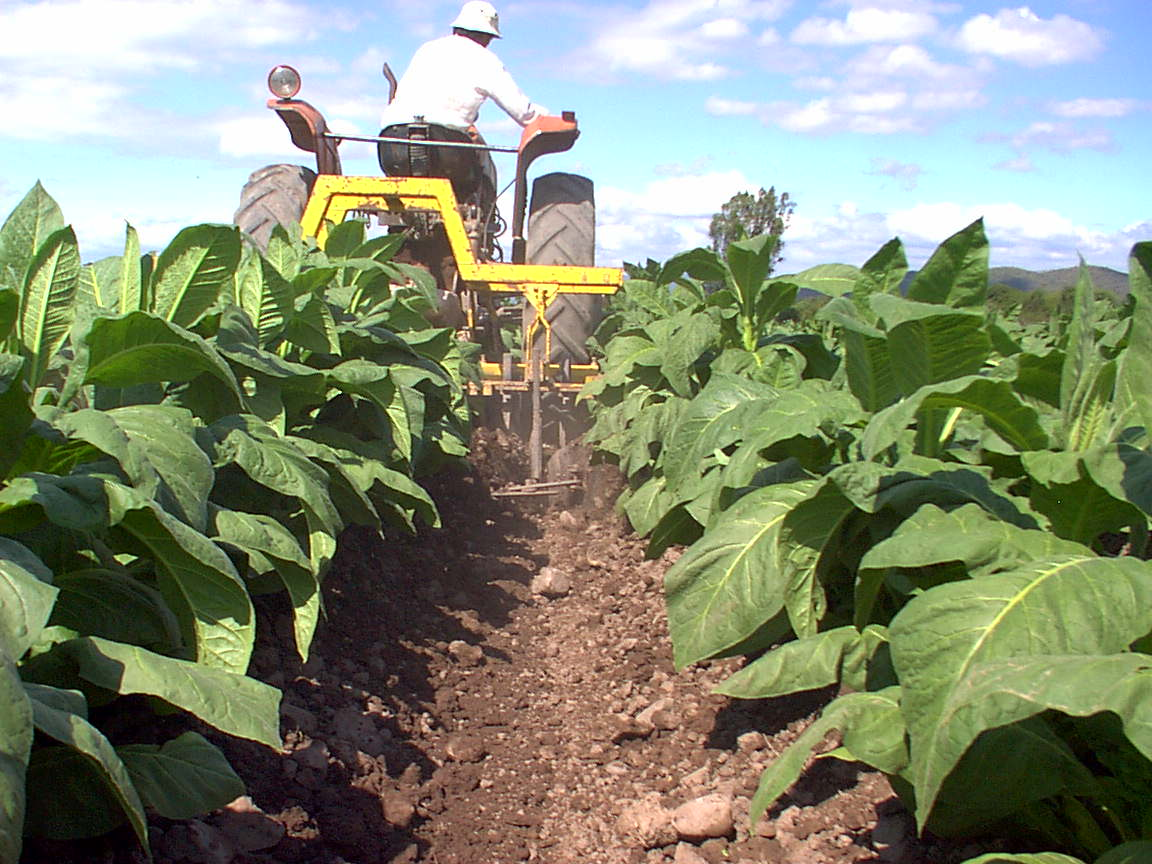
Plantaciones de tabaco en el valle.

Gracias a su clima y la riqueza de su suelo, es el principal centro económico de la Provincia de Salta, donde se destacan los cultivos de porotos, tabaco, maíz y soja. Constituye también un centro neurálgico de comunicaciones dentro de la región NOA, siendo atravesada por diferentes rutas de gran importancia como la ruta nacional 9, la ruta nacional 68 y ruta nacional 51 que se conecta con la ciudad chilena de Antofagasta (Ciudad portuaria). El Aeropuerto Internacional Martín Miguel de Güemes, el de mayor movimiento de pasajeros en el Norte argentino, se encuentra emplazado en el valle de Lerma.
Por destacarse en la zona la producción del tabaco, se encuentran las dos principales acopiadoras de tabaco de la Argentina: Alliance One y Massalin Particulares (en la localidad de Rosario de Lerma).
Existen además industrias alimentarias y de bebidas como Cosalta, Salta Refrescos, Cerveza Salta entre otras y metalúrgicas como Cerámica del Norte, Cerámica Andina, etc.
Líneas del ferrocarril General Belgrano atraviesan gran parte del Valle, aunque en la actualidad sólo se encuentra en funcionamiento el ramal C14 que une las localidades de Salta con San Antonio de los Cobres. Este tramo que es explotado turísticamente, es conocido mundialmente como Tren a las Nubes, uno de los principales atractivos turísticos de la provincia.

## Turismo

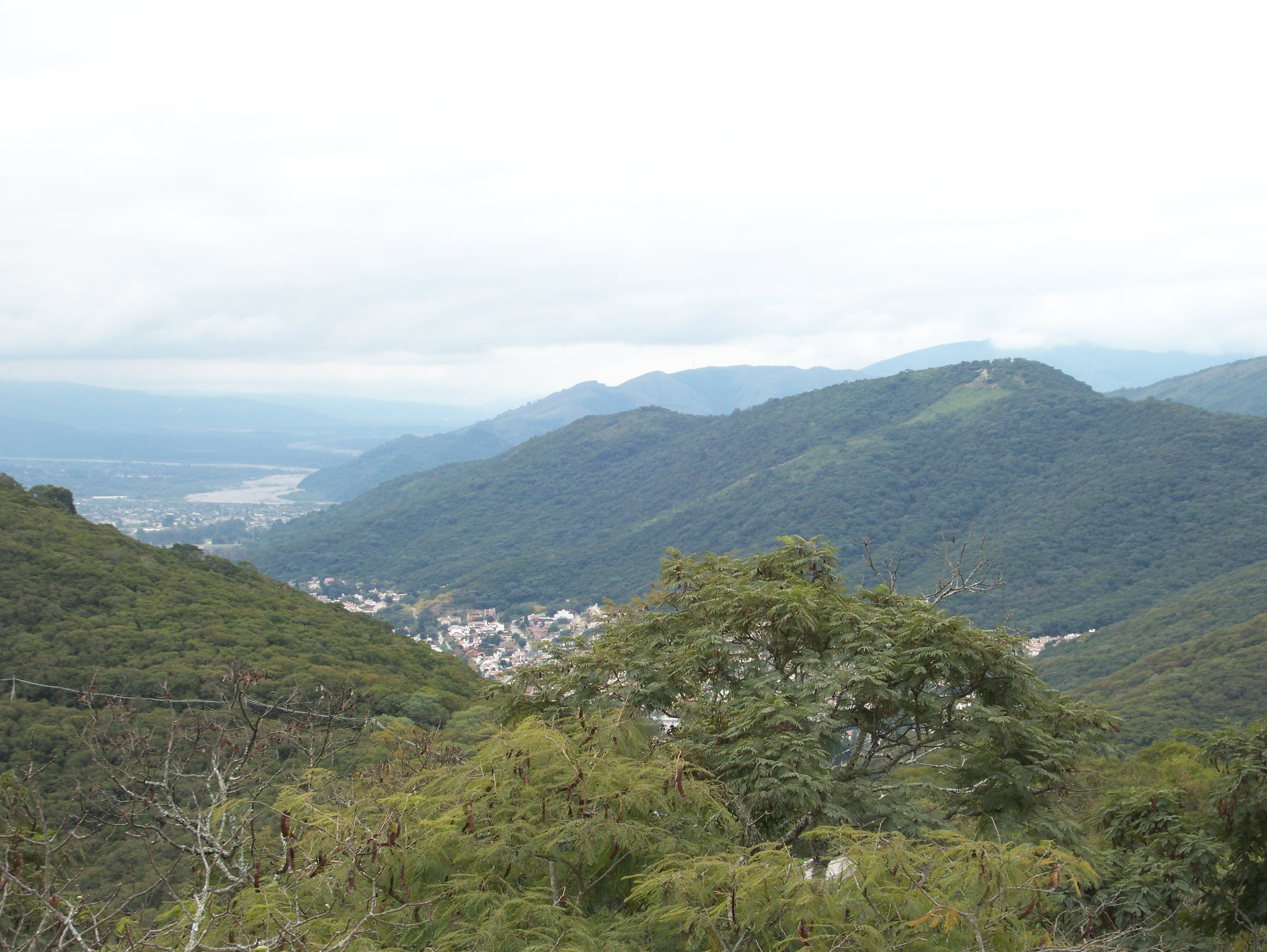
Laderas de los cerros con el bioma típico del Valle

La actividad turística, históricamente, ha tenido una relativa importancia en la economía de la provincia, creciendo fuertemente en los últimos años.
Los principales atractivos del Valle son: Dique Cabra Corral donde se desarrolla diferentes actividades deportivas y náuticas, La Caldera (donde se realiza anualmente la Fiesta Nacional de la Chicha y por su cercanía con el dique Campo Alegre se explota el turismo aventura), Villa San Lorenzo, Quebrada de San Lorenzo y la ciudad de Salta (atractivo principal, caracterizada por sus museos, paseos, cerros y arquitectura).
La ciudad de Salta cuenta con 12.000 plazas oficialmente declaradas (fuentes extraoficiales estiman en 20.000)[cita requerida].
Debido a un gran impulso, desde fines de los 90 se construyeron más de 100 establecimientos hoteleros, incluidos  2 hoteles 5 estrellas: Sheraton y Alejandro I. En consecuencia, hoy constituye la principal fuente de ingresos en la zona.

## Demografía
El Valle de Lerma alberga poco más del 50% de la población de la provincia de Salta (1.215.207 hab. según el Censo 2010). El aglomerado (Gran Salta) aglutina a casi 750.000 personas, convirtiéndola en la mayor metrópoli de la región, siendo el 7to. conglomerado urbano más importante del país.
El crecimiento urbano experimentado en el Valle, hizo disminuir radicalmente la población rural desde la década de 1950.

## Clima
Posee un clima de tipo serrano subandino, con una marcada estación seca que se prolonga desde mayo hasta inicios de octubre.
El promedio anual de precipitaciones es de 900 mm anuales, con un máximo en temporada estival. La temperatura media es de aproximadamente 23 °C (74 °F) en verano y 15 °C (60 °F) en invierno.
El bioma del Valle de Lerma se caracteriza por su transición de Yungas (Selvas de Montaña ubicadas en el cordón oriental de la Cordillera de los Andes) y la Puna (desierto de altura de vegetación xerófila, a partir de los 3000 m s. n. m.), donde predomina el monte bajo de hojas perennes.